# 蕭撻凜
萧挞凛（10世纪？—1004年），字驰宇，辽代將領。

## 生平
萧阿古只的后裔，萧思温族侄，父亲是马群侍中萧术鲁列。萧挞凛从小通晓天文，统和四年（986年）参加辽、宋燕云之战，担任诸军副部署从枢密使耶律斜轸战于山西，擒获宋朝名将杨业于朔州。六年（998年）萧挞凛担任南院都监，十一年（993年），随萧逊宁伐高丽，次年，防御西夏，进封兰陵郡王，南京统军使。
统和十二年，与皇太妃胡辇率领西北乌古等部兵和永兴宫分军驻守西北胪朐河地区，任西北路招讨使（又称阻卜都详稳）。“凡军中号令，太妃并委挞凛”。萧挞凛悉心镇边，访求安边之策。时有仲父房耶律昭“博学，善属文。..坐兄国留事，流西北部”，萧挞凛向他请教如何管理阻卜事务。耶律昭建议他赈穷薄赋，散畜牧以就便地；简练精兵，去其难治者。挞凛采纳他的意见，对诸属部镇之以威，抚之以德。十五年，敌烈部杀详稳而叛，挞凛率军追剿，并讨阻卜之未服者。于是“诸蕃岁贡方物充于国，自后往来若一家”  。圣宗亲自作诗褒奖，同时令耶律昭作赋以述其功。后因诸部叛服不常，挞凛上表“乞建三城以绝后患”（维州、防州、镇州）。
自统和十九年调任南京统军使，二十年（1002年）擒获宋将王先知，攻克遂城、祁州。1004年，随萧太后、辽圣宗南下侵宋，萧挞凛为辽军主将，在澶州之战中，遭到宋军威虎军头張瓌以床子弩射出大箭擊中額頭身亡，萧太后辍朝五日，迫使辽军与宋议和，签订澶渊之盟。

## 家族
- 父亲：萧术鲁列（演乌卢）
- 母亲：耶律涅岑姑
  - 妻：永徽公主耶律仙河
    - 子：萧排押，其妻魏国公主耶律长寿奴
      - 孙女：萧贵妃、秦晋国妃萧氏

    - 子：萧留隐
      - 孙：萧惠
        - 蕭慈氏奴
        - 萧兀古匿
          - 萧某
            - 萧蒲离不，兀古匿孙
            - 萧挼兰，萧惠曾孙女

      - 孙：萧仅（陈哥）
      - 孙：萧忠（特未宁）
      - 孙：萧虚烈（善宁、屈烈）
        - 萧斡离尕
        - 萧迪烈
        - 萧九圣
        - 秦越国妃萧氏

      - 孙：萧王八

    - 子：萧某
      - 孙：萧柳

    - 子：萧恒德
      - 孙：萧匹敌

    - 子：蕭札剌
    - 子：蕭慥古

## 延伸阅读
[在维基数据编辑]
 《遼史/卷85》，出自脱脱《遼史》